# Concepción Montaner
Pour les articles homonymes, voir Montaner.
Concepción Montaner (née le 14 janvier 1981 à L'Eliana) est une athlète espagnole, spécialiste du saut en longueur.

## Biographie
Titrée lors des Championnats du monde juniors 2000 de Santiago du Chili, elle remporte dès l'année suivante la médaille d'or des Jeux méditerranéens, à Radès. En 2002, l'Espagnole termine quatrième des Championnats d'Europe de Munich, échouant à six centimètres de la médaille de bronze, avant de se classer troisième de la Coupe du monde des nations. 
En juillet 2005, à Madrid, Concepción Montaner porte son record personnel en extérieur à 6,92 m. Son record personnel en salle est de 6,78 m.
Elle termine au pied du podium des Championnats du monde en salle de 2006, à Moscou, battue aux essais avec un saut à 6,76 m par la Portugaise Naide Gomes. Après disqualification pour dopage de Tatyana Kotova, elle récupèrera la médaille de bronze.
En début de saison 2007, à Birmingham, l'Espagnole se classe deuxième des Championnats d'Europe en salle, derrière Naide Gomes, en établissant la marque de 6,69 m.
En 2016, à Monachil, Concepcion Montaner saute 6,88 m (+ 1,9 m/s), à seulement 3 centimètres de son record personnel.
Le 20 février 2018, elle annonce qu'une cérémonie à l'issue des championnats du monde en salle de Birmingham (1 - 4 mars) sera organisée pour lui remettre la médaille de bronze des championnats du monde en salle 2006, auxquels elle avait dans un premier temps terminé 4e. La Russe Tatyana Kotova, a, par la suite, été disqualifiée pour dopage.

## Palmarès
| Date | Compétition                    | Lieu              | Résultat | Marque |
| ---- | ------------------------------ | ----------------- | -------- | ------ |
| 1999 | Championnats d'Europe juniors  | Riga              | 2e       | 6,39 m |
| 2000 | Championnats du monde juniors  | Santiago du Chili | 1re      | 6,47 m |
| 2001 | Championnats d'Europe espoirs  | Amsterdam         | 2e       | 6,46 m |
| 2001 | Jeux méditerranéens            | Radès             | 1re      | 6,48 m |
| 2002 | Championnats d'Europe en salle | Vienne            | 9e       | 6,38 m |
| 2002 | Championnats d'Europe          | Munich            | 4e       | 6,67 m |
| 2002 | Coupe du monde des nations     | Madrid            | 3e       | 6,68 m |
| 2003 | Championnats du monde en salle | Birmingham        | 9e       | 6,34 m |
| 2003 | Championnats du monde          | Paris             | 12e      | 6,37 m |
| 2004 | Championnats du monde en salle | Budapest          | 7e       | 6,46 m |
| 2004 | Championnats ibéro-américains  | Huelva            | 3e       | 6,40 m |
| 2005 | Jeux méditerranéens            | Almería           | 3e       | 6,49 m |
| 2005 | Championnats du monde          | Helsinki          | 10e      | 6,32 m |
| 2006 | Championnats du monde en salle | Moscou            | 3e       | 6,76 m |
| 2007 | Championnats d'Europe en salle | Birmingham        | 2e       | 6,69 m |
| 2008 | Championnats du monde en salle | Valence           | 5e       | 6,57 m |
| 2010 | Championnats ibéro-américains  | San Fernando      | 1re      | 6,45 m |
| 2012 | Championnats d'Europe          | Helsinki          | 10e      | 6,26 m |

## Records
| Épreuve          | Épreuve   | Performance | Lieu    | Date            |
| ---------------- | --------- | ----------- | ------- | --------------- |
| Saut en longueur | Plein air | 6,92 m      | Madrid  | 16 juillet 2005 |
| Saut en longueur | Salle     | 6,78 m      | Valence | 1er mars 2003   |